# Бортнів
Бо́ртнів — село в Україні, у Поромівській громаді Володимирського району Волинської області. Населення становить понад 400 осіб.

## Історія
У 1906 році село Хотячівської волості Володимир-Волинського повіту Волинської губернії. Відстань від повітового міста 19 верст, від волості 9. Дворів 67, мешканців 383.
До 9 серпня 2016 року село підпорядковувалось Бужанківській сільській раді Іваничівського району Волинської області.
12 червня 2020 року, відповідно до розпорядження Кабінету Міністрів України № 708-р «Про визначення адміністративних центрів та затвердження територій територіальних громад Волинської області», увійшло до складу Поромівської сільської територіальної громади.
19 липня 2020 року, в результаті адміністративно-територіальної реформи та ліквідації  Іваничівського району, село увійшло до новоутвореного Володимир-Волинського району (від 18 липня 2022 Володимирського).

## Населення
Згідно з переписом УРСР 1989 року чисельність наявного населення села становила 417 осіб, з яких 186 чоловіків та 231 жінка.
За переписом населення України 2001 року в селі мешкало 450 осіб.

### Мова
Розподіл населення за рідною мовою за даними перепису 2001 року:
| Мова       | Відсоток |
| ---------- | -------- |
| українська | 97,56 %  |
| російська  | 1,11 %   |
| білоруська | 0,22 %   |
| інші       | 1,11 %   |

## Видатні люди
- Потурай Олег Гнатович (1954, Бортнів — 2015) — український письменник і журналіст.